# Бернардо Сепульведа Амор
Бернардо Сепульведа Амор (ісп. Bernardo Sepúlveda Amor; нар. 1941) — мексиканський державний і політичний діяч, дипломат.

## Біографія
Народився 14 грудня 1941 в Мехіко. У 1964 закінчив Національний автономний університет Мексики, факультет права. 
Аспірантуру Кембріджського університету (1966).
До 1981 — працював на відповідальних посадах в Міністерстві фінансів Мексики, Міністерстві планування та бюджету, в Інституті політичних і соціальних досліджень та в секретаріаті Президента Мексики.
З 1981 по 1982 — секретар Виконкому з міжнародних питань Інституційної революційної партії Мексики.
З 03.1982 по 11.1982 — Надзвичайний і Повноважний Посол Мексики у Вашингтоні (США)
З 12.1982 по 1989 — міністр закордонних справ Мексики. Сприяв створенню Контадорської групи (Grupo Contadora), яка забезпечила встановлення миру в Центральній Америці. Брав участь в створенні Групи де Очо (Grupo de Ocho), після розширення Групи Ріо (Grupo de Río).
З 1989 по 1993 — Надзвичайний і Повноважний Посол Мексики у Лондоні (Велика Британія).
У 1996 — обраний до складу Комісії міжнародного права ООН.
У 2001 — переобраний до складу Комісії міжнародного права ООН.
07.11.2005 — обраний на дев'ятирічний термін суддею Міжнародного суду ООН.

## Нагороди
- Лауреат Премії Принца Астурійського (1984)
- Лауреат Премії Симона Болевара (ЮНЕСКО) (1985).